# ألسويرث هانتينغتون
ألسويرث هانتينغتون (بالإنجليزية: Ellsworth Huntington)‏ هو جغرافي وأستاذ جامعي واقتصادي أمريكي، ولد في 16 سبتمبر 1876 في غاليسبورغ في الولايات المتحدة، وتوفي في 17 أكتوبر 1947 في نيو هيفن في الولايات المتحدة.

## وصلات خارجية
- ألسويرث هانتينغتون على موقع الموسوعة البريطانية (الإنجليزية)